# I Am Sonic Rain
Gli I Am Sonic Rain sono un gruppo musicale rock, proveniente dalla città di Treviso.
La formazione comprende Giulio Signorotto (chitarra), Francesco Vettor (chitarra), Marco Longo (chitarra), Federico Cipolla (basso) e Alessandro Carlozzo (batteria)

## Storia del gruppo
Formati nel 2001, prima sotto il nome di Sonic Brain e poi modificato in I Am Sonic Rain, inizialmente abbreviato anche in I'm Sonic Rain, il gruppo trevigiano inizia la sua carriera subito come band strumentale e suonando in diversi locali del Nord-Est Italia e dopo i primi riscontri attraverso i live che danno esito positivo registrano il loro primo disco It’s falling on us nel 2005. Un album tutto strumentale (ad eccezione del brano Sick and Compressed dove canta Beppe Calvi), molto viscerale, che appare comunque come un “manifesto musicale” della band.
Dopo poco tempo il batterista lascia la band, e i tre partono alla ricerca del sostituto. Lo trovano in Alessandro Stival, e subito dopo, nel 2009, cominciano a scrivere i brani che comporrano il nuovo album “Between Whales and feverish lights”. A lavori in corso, entra negli I Am Sonic Rain anche Andrea Sara, che si occuperà di scrivere e suonare le parti di Synth, Piano e Organetti. Le registrazioni vengono fatte al Sound Clinic di Giovanni Gasparini, noto professionista che in passato ha lavorato con Marlene Kuntz, Csi, Cccp, Verdena e molti altri artisti della scena rock italiana. Ne esce un lavoro diverso dal precedente, ma con lo stesso filo rosso a garantirne la continuità: stupire ed emozionare.
Notati dall'etichetta americana Deep Elm Records, nel 2010 Gli I Am Sonic Rain pubblicano il loro secondo album, Between Whales and Feverish Lights, ben accolto dalla critica italiana e internazionale.
Dopo diversi anni il gruppo rientra in studio per pubblicare un nuovo Album che vedrà la luce nel 2017.
Il 1º Dicembre 2017 esce Hidden, nuovo album composto da 10 brani pubblicato da Deep Elm Records. Tra i singoli estratti ci sono Aurora e Sealand. Nel brano Bastille canta Andrea Sara, ex membro della band.
Il 7 Febbraio 2020 viene rilasciato Landscapes, un EP di 5 brani che non avevano trovato spazio all'interno del precedente album "Hidden".

## Formazione

### Formazione attuale
- Giulio Signorotto - chitarra
- Vettor Francesco - chitarra
- Marco Longo - chitarra
- Federico Cipolla - basso
- Alessandro Carlozzo - batteria

### Ex componenti
- Andrea Sara - organo, piano, synth (2009 – 2011)
- Riccardo Trevisi - batteria (Pre 2000)
- Alessandro Carlozzo - batteria (2000 – 2006)
- Alessandro Stival - batteria (2008 – 2011)
- Alessio Centenaro - batteria (2014 – 2016)

## Discografia

### Album studio
- 2005 - It’s falling on us (Deep Elm Records)
- 2010 - Between Whales and Feverish Lights (Deep Elm Records)
- 2017 - Hidden (Deep Elm Records)

### EP
- 2005 - Sleepless (Autoprodotto)
- 2020 - Landscapes

### Compilations
- 2012 - Postrockology (Fog Is Drowning Us) (Deep Elm Records)

### Video
- 2005 - Sahara Tuareg (Sleepless)
- 2018 - Aurora (Hidden)
- 2018 - Sealand (Hidden)